# Pająki wyższe
Pająki wyższe (Araneomorphae) – infrarząd pająków z grupy Opisthothelae. Obejmuje większość współczesnych gatunków pająków. W przeciwieństwie do przedstawicieli Mesothelae i Mygalomorphae, szczękoczułki Araneomorphae są ustawione prostopadle do osi ciała i wbijają się w ofiarę z boków – jest to cecha bardziej zaawansowana ewolucyjnie niż szczękoczułki ustawione równolegle do osi ciała, jak u Mesothelae i Mygalomorphae. Badania wykazały, że sitko przędne (cribellum) i calamistrum, uważane niegdyś za autapomorfie Araneomorphae, u innych linii ewolucyjnych pająków były kilkukrotnie tracone, dlatego też podział na Cribellatae i Ecribellatae został zarzucony. Większość analiz kladystycznych jest zgodna, że najbardziej bazalną grupą wewnątrz Araneomorphae jest Hypochilidae, będąca taksonem siostrzanym kladu Neocribellatae, obejmującego Austrochiloidea i Araneoclada. Do grupy Araneoclada należą Haplogynae oraz Entelegynae, obejmujące najbardziej zaawansowane i zróżnicowane pająki. Skamieniałości najstarszych znanych przedstawicieli Araneomorphae odkryto w triasowych osadach w Republice Południowej Afryki oraz stanie Wirginia w Stanach Zjednoczonych. Szczątki Triassaraneus andersonorum i Argyrarachne solitus ocenia się na około 225 milionów lat, o 40 mln lat więcej niż najstarszego przed ich odkryciem Juraraneus. Analizy molekularne sugerują, że Mygalomorphae wyewoluowały około 300 mln lat temu – Araneomorphae, jako grupa siostrzana wobec Mygalomorphae, musiały powstać w tym samym czasie.
Uproszczony kladogram Araneomorphae według Coddingtona i Leviego (1991) oraz Coddingtona (2005)
|  | Gradungulidae  |
|  |                |
|  | Austrochilidae |
|  |                |

|  | Haplogynae  |
|  |             |
|  | Entelegynae |
|  |             |

|  | Gradungulidae  |
|  |                |
|  | Austrochilidae |
|  |                |

|  | Haplogynae  |
|  |             |
|  | Entelegynae |
|  |             |

|  | Gradungulidae  |
|  |                |
|  | Austrochilidae |
|  |                |

|  | Haplogynae  |
|  |             |
|  | Entelegynae |
|  |             |

|  | Gradungulidae  |
|  |                |
|  | Austrochilidae |
|  |                |

|  | Haplogynae  |
|  |             |
|  | Entelegynae |
|  |             |

## Systematyka
Do Araneomorphae należy 95 rodzin (za Platnick N.I., 2013): Hypochilidae, Austrochilidae, Gradungulidae, Filistatidae, Sicariidae, Scytodidae (rozsnuwaczowate), Periegopidae, Drymusidae, Leptonetidae, Telemidae, Ochyroceratidae, Pholcidae (nasosznikowate), Plectreuridae, Diguetidae, Caponiidae, Tetrablemmidae, Trogloraptoridae, Segestriidae, Dysderidae (komórczakowate), Oonopidae, Orsolobidae, Archaeidae, Mecysmaucheniidae, Pararchaeidae, Holarchaeidae, Huttoniidae, Stenochilidae, Palpimanidae, Malkaridae, Mimetidae (naśladownikowate), Eresidae (poskoczowate), Oecobiidae, Hersiliidae, Deinopidae, Uloboridae (koliściakowate), Cyatholipidae, Synotaxidae, Nesticidae (tkańcowate), Theridiidae (omatnikowate), Theridiosomatidae, Symphytognathidae, Anapidae, Micropholcommatidae, Mysmenidae, Pimoidae, Sinopimoidae, Linyphiidae (osnuwikowate), Tetragnathidae (kwadratnikowate), Nephilidae (prządkowate), Araneidae (krzyżakowate), Lycosidae (pogońcowate), Trechaleidae, Pisauridae (darownikowate), Oxyopidae (śpiesznikowate), Senoculidae, Stiphidiidae, Zorocratidae, Psechridae, Zoropsidae, Zoridae (trawnikowcowate), Ctenidae, Agelenidae (lejkowcowate), Cybaeidae (topikowate), Desidae, Amphinectidae, Cycloctenidae, Hahniidae, Dictynidae (ciemieńcowate), Amaurobiidae (sidliszowate), Phyxelididae, Titanoecidae (podkamieniakowate), Nicodamidae, Tengellidae, Miturgidae (zbrojnikowate), Anyphaenidae (motaczowate), Liocranidae (obniżowate), Clubionidae (aksamitnikowate), Corinnidae, Zodariidae (lenikowate), Penestomidae, Chummidae, Homalonychidae, Ammoxenidae, Cithaeronidae, Gallieniellidae, Trochanteriidae, Lamponidae, Prodidomidae, Gnaphosidae (worczakowate), Selenopidae, Sparassidae (spachaczowate), Philodromidae (ślizgunowate), Thomisidae (ukośnikowate), Salticidae (skakunowate).